# Ornithodira
Ornithodira – klad archozaurów (Archosauria) obejmujący m.in. dinozaury.
W 1986 roku Jacques Gauthier ukuł termin Ornithodira dla kladu obejmującego ostatniego wspólnego przodka dinozaurów i pterozaurów oraz wszystkich jego potomków. W 1991 roku Paul Sereno jako pierwszy formalnie zdefiniował Ornithodira. Wedle tej definicji w skład Ornithodira wchodził skleromochl, a grupa ta była potencjalnie większa niż Ornithodira sensu Gauthier. W 1999 roku Michael J. Benton doszedł do wniosku, że Scleromochlus w istocie nie należał do Ornithodira sensu Gauthier i kladowi obejmującemu wszystkie archozaury sensu Gauthier (tj. należące do grupy koronowej, przez Bentona nazywanej Avesuchia) bliżej spokrewnione z dinozaurami niż z krokodylami nadał nazwę Avemetatarsalia. W 2004 roku Benton formalnie zdefiniował Ornithodira sensu Gauthier. W 2005 Sereno stwierdził jednak, że Ornithodira nie było użyteczną koncepcją – w przeciwieństwie do Avemetatarsalia.
Niektórzy naukowcy, m.in. Bennett (1996), sugerowali, że pterozaury nie są blisko spokrewnione z dinozaurami, lecz zajmują bardziej bazalną pozycję wśród archozauromorfów, prawdopodobnie pośrednią pomiędzy Proterosuchidae a Erythrosuchidae, jednak większość autorów zgadza się, że ich najbliższymi znanymi krewnymi – być może z wyjątkiem skleromochla – są dinozauromorfy. Jedynymi współczesnymi przedstawicielami Ornithodira są ptaki.

## Filogeneza
Kladogram Ornithodira według Nesbitta i współpracowników (2010)
|  | Theropoda       |
|  |                 |
|  | Sauropodomorpha |
|  |                 |

|  | Ornithischia |
|  |              |

|  | Theropoda       |
|  |                 |
|  | Sauropodomorpha |
|  |                 |

|  | Ornithischia |
|  |              |

|  | Theropoda       |
|  |                 |
|  | Sauropodomorpha |
|  |                 |

|  | Ornithischia |
|  |              |

|  | Theropoda       |
|  |                 |
|  | Sauropodomorpha |
|  |                 |

|  | Ornithischia |
|  |              |

|  | Theropoda       |
|  |                 |
|  | Sauropodomorpha |
|  |                 |

|  | Ornithischia |
|  |              |

|  | Theropoda       |
|  |                 |
|  | Sauropodomorpha |
|  |                 |

|  | Ornithischia |
|  |              |

|  | Theropoda       |
|  |                 |
|  | Sauropodomorpha |
|  |                 |

|  | Ornithischia |
|  |              |

|  | Theropoda       |
|  |                 |
|  | Sauropodomorpha |
|  |                 |

|  | Ornithischia |
|  |              |

|  | Theropoda       |
|  |                 |
|  | Sauropodomorpha |
|  |                 |

|  | Ornithischia |
|  |              |

|  | Theropoda       |
|  |                 |
|  | Sauropodomorpha |
|  |                 |

|  | Ornithischia |
|  |              |

|  | Theropoda       |
|  |                 |
|  | Sauropodomorpha |
|  |                 |

|  | Ornithischia |
|  |              |

|  | Theropoda       |
|  |                 |
|  | Sauropodomorpha |
|  |                 |

|  | Ornithischia |
|  |              |

|  | Theropoda       |
|  |                 |
|  | Sauropodomorpha |
|  |                 |

|  | Ornithischia |
|  |              |

|  | Theropoda       |
|  |                 |
|  | Sauropodomorpha |
|  |                 |

|  | Ornithischia |
|  |              |

|  | Theropoda       |
|  |                 |
|  | Sauropodomorpha |
|  |                 |

|  | Ornithischia |
|  |              |

|  | Theropoda       |
|  |                 |
|  | Sauropodomorpha |
|  |                 |

|  | Ornithischia |
|  |              |

|  | Theropoda       |
|  |                 |
|  | Sauropodomorpha |
|  |                 |

|  | Ornithischia |
|  |              |

|  | Theropoda       |
|  |                 |
|  | Sauropodomorpha |
|  |                 |

|  | Ornithischia |
|  |              |

|  | Theropoda       |
|  |                 |
|  | Sauropodomorpha |
|  |                 |

|  | Ornithischia |
|  |              |

|  | Theropoda       |
|  |                 |
|  | Sauropodomorpha |
|  |                 |

|  | Ornithischia |
|  |              |

|  | Theropoda       |
|  |                 |
|  | Sauropodomorpha |
|  |                 |

|  | Ornithischia |
|  |              |

|  | Theropoda       |
|  |                 |
|  | Sauropodomorpha |
|  |                 |

|  | Ornithischia |
|  |              |

|  | Theropoda       |
|  |                 |
|  | Sauropodomorpha |
|  |                 |

|  | Ornithischia |
|  |              |

|  | Theropoda       |
|  |                 |
|  | Sauropodomorpha |
|  |                 |

|  | Ornithischia |
|  |              |

|  | Theropoda       |
|  |                 |
|  | Sauropodomorpha |
|  |                 |

|  | Ornithischia |
|  |              |

|  | Theropoda       |
|  |                 |
|  | Sauropodomorpha |
|  |                 |

|  | Ornithischia |
|  |              |

|  | Theropoda       |
|  |                 |
|  | Sauropodomorpha |
|  |                 |

|  | Ornithischia |
|  |              |

|  | Theropoda       |
|  |                 |
|  | Sauropodomorpha |
|  |                 |

|  | Ornithischia |
|  |              |

|  | Theropoda       |
|  |                 |
|  | Sauropodomorpha |
|  |                 |

|  | Ornithischia |
|  |              |

|  | Theropoda       |
|  |                 |
|  | Sauropodomorpha |
|  |                 |

|  | Ornithischia |
|  |              |

|  | Theropoda       |
|  |                 |
|  | Sauropodomorpha |
|  |                 |

|  | Ornithischia |
|  |              |

|  | Theropoda       |
|  |                 |
|  | Sauropodomorpha |
|  |                 |

|  | Ornithischia |
|  |              |